# Richard Hein
Pas d'image ? Cliquez ici
Richard Hein, né le 24 juin 1958 à Monaco est un pilote automobile monégasque. Il compte notamment quatre participations aux 24 Heures du Mans en 2008, 2009, 2010 et 2011. 

## Carrière
En 2008, il pilote pour la première fois aux 24 Heures du Mans en catégorie LMP2. En compagnie de Jacques Nicolet et Marc Faggionato, il prend la vingt-sixième place du classement général,,,. L'année suivante, avec Oak Racing, il prend la troisième place de la catégorie LMP2 aux 24 Heures du Mans,,. La même année il est champion LMP2 de la saison inaugurale de l'Asian Le Mans Series.